# Portada/article maig 31

## Catedral de Santa María de la Sede de Sevilla
La Catedral de Santa María de la Sede de Sevilla és la catedral gòtica cristiana més gran del món. El 1987 va ser declarada per la UNESCO Patrimoni de la Humanitat. L'ajuntament de la ciutat l'ha custodiada durant els set segles d'història de la catedral. Per fer-ho, manté la litúrgia diària, la celebració de les festivitats del Corpus i de la Immaculada i atén la devoció a la Mare de Déu dels Reis. En aquest temple s'hi troba el cos de Sant Ferran Rei, el patró de la ciutat.
La seva construcció s'inicià l'any 1401, i ocupà el solar que va quedar després de la demolició de l'antiga mesquita, l'Aljama de Sevilla. D'aquesta època gòtica en forma part la major part de la seva edificació; posteriorment, s'hi van anar afegint annexos, capelles i retaules que mostren els diferents estils que s'han anat succeint.